# Punto di riconsegna
Il punto di riconsegna (PDR) è un codice alfanumerico composto da un prefisso di due caratteri che indica la nazione (per esempio IT per Italia) e 14 numeri che identifica univocamente il punto fisico in cui il gas naturale viene consegnato dal fornitore e prelevato dal cliente finale. Le prime 4 cifre identificano il codice territoriale, le restanti 10 invece indicano in maniera univoca il punto di prelievo. Esempio: il codice PDR 00881234567890 può essere così diviso: 0088 (codice territoriale) 1234567890 (parte finale PDR).
Poiché identifica un punto fisico sulla rete di distribuzione, il codice non cambia anche se si cambia fornitore. 
Molto spesso questo codice viene richiesto dalle società di vendita del gas per effettuare modifiche contrattuali. Il codice PDR è anche richiesto in alcune regioni per la compilazione del libretto di impianto termico, insieme ai dati catastali. È possibile conoscere il codice del proprio punto di riconsegna leggendo la propria bolletta del gas. 
Il punto di riconsegna può alimentare sia una persona fisica o un condominio per uso domestico oppure per usi diversi a seconda della tipologia di contratto. Sui contatori di nuova generazione, progettati per la telelettura dei consumi il PDR può essere letto dal display.